# John Philip Grime
Pour les articles homonymes, voir Grime (homonymie).
John Philip Grime, né le 30 avril 1935 à Manchester et mort le 19 avril 2021, est un écologue britannique contemporain et professeur émérite à l'Université de Sheffield. Il est l’auteur de Vegetation classification by reference to strategies, article publié dans la revue scientifique Nature en 1974, dans laquelle il énonce sa théorie des stratégies CSR, qu'il développera plus amplement dans l'ouvrage Plant Strategies and Vegetation Processes publié chez Wiley & Sons en 1979.
Ces stratégies observées en particulier chez les plantes mais applicables chez d’autres espèces telles que les champignons ou encore les animaux, reposent sur trois facteurs environnementaux principaux, le stress, la compétition et la perturbation, et sont représentées sous forme d’un triangle équilatéral donc un modèle en deux dimensions.

## Principaux travaux
- Vegetation classification by reference to strategies. Nature (1974) 250: 26-31.
- Evidence for the existence of three primary strategies in plants and its relevance to ecological and evolutionary theory. American Naturalist (1977) 111: 1169-1194.
- Plant Strategies and Vegetation Processes. Wiley. (1979)  (ISBN 0-471-99692-0)
- Plant Strategies, Vegetation Processes, and Ecosystem Properties, Wiley (2001)  (ISBN 0-471-49601-4)
- Benefits of plant diversity to ecosystems: immediate, filter and founder effects. Journal of Ecology (1998) 86: 902-910.
- Trait convergence and trait divergence in herbaceous plant communities: mechanisms and consequences. Journal of Vegetation Science (2006) 17: 255-260.
- Plant strategy theories: a comment on Craine (2005). Journal of Ecology, 95, 227-230.